# Карлов (Німеччина)
Карлов (нім. Carlow) — громада в Німеччині, розташована в землі Мекленбург-Передня Померанія. Входить до складу району Північно-Західний Мекленбург. Складова частина об'єднання громад Рена.
Площа — 31,30 км2. Населення становить 1220 ос. (станом на 31 грудня 2020).